# Samuel Pozzi

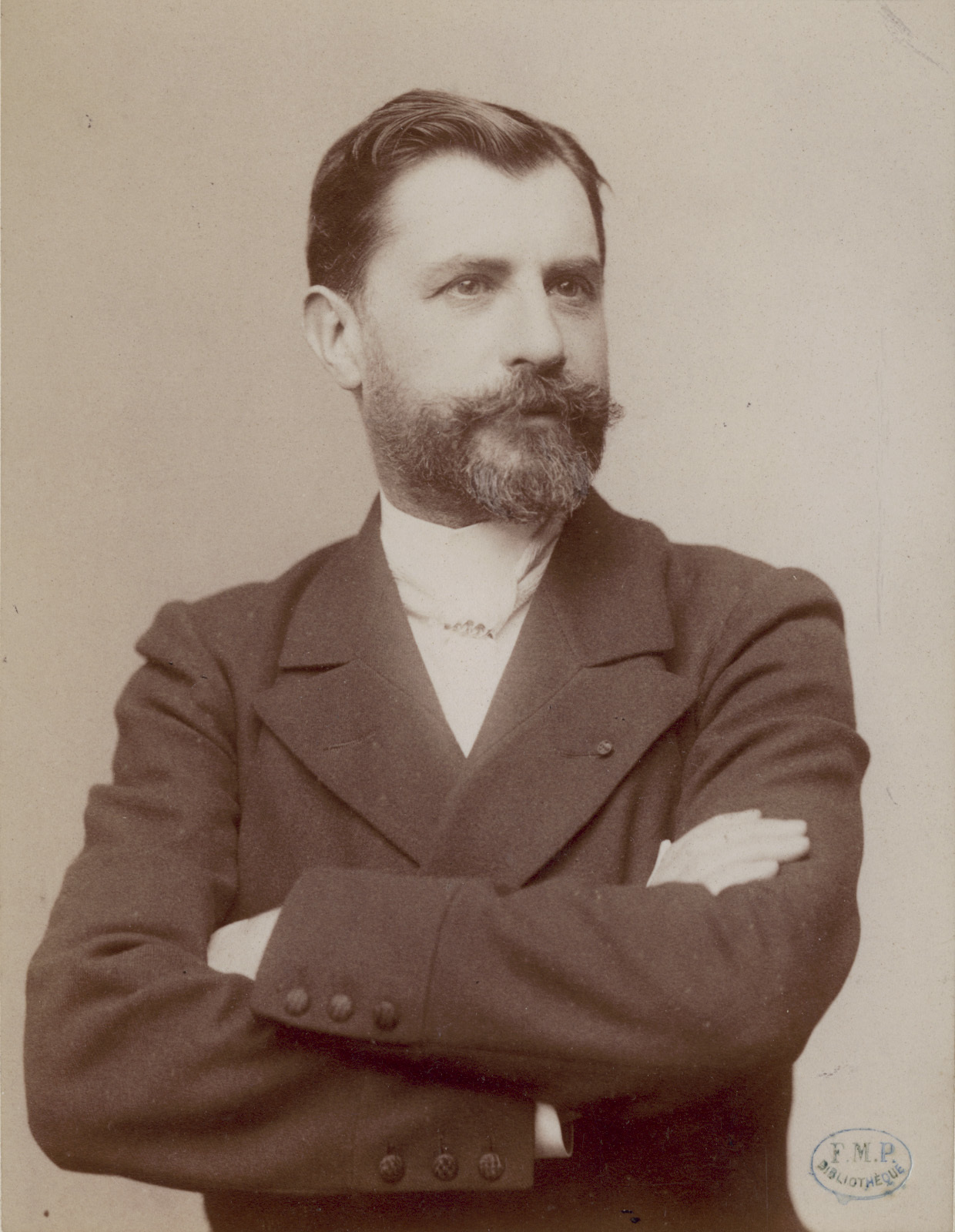
Samuel Pozzi, Aufnahme von Pierre Petit

Samuel Jean Pozzi (geboren am 3. Oktober 1846 in Bergerac; gestorben am 13. Juni 1918 in Paris) war ein französischer Chirurg, Politiker und Kunstsammler. Er verfasste mit dem Lehrbuch der Gynäkologie ein Standardwerk für seinen Fachbereich. Darüber hinaus bekleidete er den ersten Lehrstuhl für Gynäkologie in Frankreich und war Mitglied der Académie de médecine. Pozzi vertrat als Abgeordneter das Département Dordogne im französischen Senat und war zudem in der Regionalpolitik aktiv. Zu seinem Freundes- und Bekanntenkreis gehörten zahlreiche Schriftsteller, Schauspieler und Künstler. Er trug eine umfangreiche Münz- und Kunstsammlung zusammen, die nach seinem Tod von den Erben aufgelöst wurde.

## Leben

### Herkunft und schulische Ausbildung
Samuel Pozzi entstammte einer protestantischen Familie, deren Vorfahren aus Italien stammten und teilweise in Poschiavo in der Schweiz lebten. Von dort wanderte sein Großvater Domenico Pozzi nach Frankreich aus und ließ sich als Bäcker in Agen nieder. Er änderte seinen Namen in die französische Schreibweise Dominique Pozzy. Erst Samuel Pozzi wechselte den Nachnamen wieder zur italienischen Schreibweise Pozzi. Sein Vater Benjamin Dominique Pozzy war Pfarrer der reformierten Kirche in Bergerac. Die Mutter Inés, geborene Escot-Meson, stammte ebenfalls aus einer protestantischen Familie. Sie starb an Tuberkulose, als Samuel Pozzi 10 Jahre alt war. Sein Vater heiratete in zweiter Ehe die Engländerin Mary Anne Kempe. Durch sie erlernte Pozzi als Zweitsprache Englisch, das er fließend beherrschte. Aus der ersten Ehe des Vaters hatte Samuel Pozzi vier Geschwister, aus der zweiten Ehe eine Halbschwester und einen Halbbruder. Die Schule besuchte Pozzi zunächst in Pau; in Bordeaux erhielt er 1864 sein Baccalauréat. Anschließend ging er nach Paris, um Medizin zu studieren. Sein aus Agen stammender und rund 20 Jahre älterer Cousin Joseph Alexandre Laboulbène lebte ebenfalls in Paris und arbeitete dort als Arzt. Auch Pozzis Halbbruder James Adrien Pozzi wurde Arzt und lebte in der französischen Hauptstadt. Zeitweilig bekleidete dieser das Amt des Bürgermeisters von Reims und saß als Abgeordneter für das Département Marne in der Nationalversammlung.

### Medizinische Karriere als Chirurg und Gynäkologe
Pozzi begann sein Studium der Medizin 1866 an der Universität von Paris. Während dieser Zeit war er als Hilfskraft in der Anatomie tätig, wo der Chirurg, Pathologe und Anthropologe Paul Broca zu seinen Lehrern gehörte. Während des Deutsch-Französischen Krieges kam Pozzi als freiwilliger Sanitäter zum Einsatz und unterstützte Chirurgen im Lazarett. Hierbei galt sein besonderes Interesse der Verhinderung postoperativer Infektionen. Nach dem Krieg arbeitete Pozzi im Krankenhaus Hôpital de la Pitié als Assistent bei Broca, der ihn in freundschaftlicher Weise förderte. Später veröffentlichte Pozzi eine Biografie über Broca. Als Auszeichnung für seine Leistungen erhielt Pozzi 1872 die Goldmedaille Assistenzarzt des Jahres verliehen. Das Medizinstudium schloss er 1873 mit Promotion ab. Seine Dissertation behandelte das Thema Les fistules de l’espace pelvirectoral supérieur (Die Fisteln des oberen Darmbereichs). Im Folgejahr übersetzte Pozzi die Abhandlung Der Ausdruck der Gemütsbewegungen bei dem Menschen und den Tieren von Charles Darwin als Erster aus dem Englischen ins Französische. 1875 veröffentlichte er seine eigene Arbeit Die Bedeutung der Hysterektomie für die Therapie fibroider Tumore des Uterus.
Um sich mit anderen Ärzten auszutauschen und seine Kenntnisse zu erweitern, unternahm Pozzi zahlreiche Reisen. 1876 besuchte er den Kongress der British Medical Association in Edinburgh. Hier traf er Joseph Lister, mit dem er sich unter anderem zu antiseptischen Verbänden austauschte. Dessen neuen Erkenntnisse zur chirurgischen Asepsis führte Pozzi umgehend in seinem Krankenhaus ein und warb bei seinen französischen Kollegen für die Umsetzung dieser Innovation. 1877 wurde Pozzi zum Krankenhauschirurgen (chirurgien des hôpitaux) und zum Professor an der Medizinischen Fakultät der Pariser Universität ernannt. In der Folgezeit unternahm Pozzi weitere Studienreisen in Europa. So tauschte er sich in Berlin mit Friedrich Trendelenburg und Ernst von Bergmann aus, besuchte Prag, München und schließlich Wien, wo er mit Theodor Billroth zusammentraf.
Pozzi wechselte 1883 an das Hôpital de Lourcine-Pascal, das seit 1893 - nach seinem ehemaligen Lehrer - den Namen Hôpital Broca trägt. Hier blieb Pozzi die nächsten 35 Jahre bis zu seinem Tod 1918 tätig. 1888 wurde er für ein Jahr Präsident der Société d’anthropologie de Paris. Pozzi spezialisierte sich als Arzt zunächst auf die Bauchchirurgie; im Bereich der Gastroenterostomie gehört er zu den Pionieren. Bekanntheit erlangte er aber vor allem als Vorreiter der gynäkologischen Chirurgie. So führte er beispielsweise in seinem Krankenhaus die erste gynäkologische Abteilung in Frankreich ein. Unter seinem Einfluss entwickelte sich die Gynäkologie von einer Unterabteilung der allgemeinen Medizin zu einer eigenständigen Disziplin. Hierzu trug wesentlich auch seine 1890 erschienene Abhandlung Traité de gynécologie clinique et opératoire  (Lehrbuch der klinischen und operativen Gynäkologie) bei. Pozzi beschreibt darin unter anderem die gynäkologische Untersuchung, Anatomie, Chirurgie, antiseptische Verfahren und postoperative Behandlungen. Die dreibändige Ausgabe umfasst 1100 Seiten und enthält rund 500 Diagramme und Illustrationen. Das Lehrbuch galt in Frankreich mehrere Jahrzehnte als Standardwerk, erschien bereits 1892 als deutsche Ausgabe und wurde zudem auch ins Englische, Russische, Spanische und Italienische übersetzt.
1893 gehörte Pozzi zur französischen Delegation der Weltausstellung in Chicago. Bei dieser Gelegenheit besuchte er in der Stadt verschiedene Krankenhäuser. Die Académie nationale de médecine nahm Pozzi 1896 als Mitglied auf und würdigte damit seine Leistungen als Mediziner. 1897 begründete er die Fachzeitschrift Revue de gynécologie et de chirurgie abdominale (Journal der Gynäkologie und Bauchchirurgie), mit der er ein Forum für neueste Forschungsergebnisse und Behandlungsmethoden schuf. Anfang 1899 besuchte Staatspräsident Félix Faure die unter Pozzis Leitung umgestaltete gynäkologische Abteilung im Hôpital Broca und unterstrich damit Pozzis ärztliche Leistungen. Pozzis Einsatz führte 1901 zur Schaffung des ersten Lehrstuhls für Gynäkologie in Frankreich. Pozzi bekleidete diesen Lehrstuhl als erster Professeur de clinique gynécologique an der Universität von Paris. Er widmete sich fortan verstärkt der Thematik der angeborenen Missbildungen. Zudem sprach er sich gegen die seinerzeit übliche systematische Entfernung von Gebärmutter und Eierstöcken aus und setzte sich für eine konservative Chirurgie ein.
Pozzis zweite Amerikareise führte ihn 1904 nach St. Louis, wo er ebenfalls die Weltausstellung besuchte. Darüber hinaus nahm er in Montreal am Kongress der französischsprachigen Ärzte Nordamerikas teil. Auch bei dieser Reise besichtigte er mehrere Krankenhäuser und tauschte sich mit namhaften Ärzten über neue Behandlungsmethoden aus. So traf er William Stewart Halsted und Howard Atwood Kelly in Baltimore, John Clarence Webster  (1863–1950) in Chicago und besuchte die berühmte Mayo Clinic in Rochester, wo er auf William Worrall Mayo und seine Söhne Charles Horace Mayo und William James Mayo traf. 1909 folgte seine dritte Reise in die Vereinigten Staaten. Hierbei besuchte er erneut die Mayo Clinic in Rochester und nahm in New York an einer Fachkonferenz teil. Bei dieser Gelegenheit traf er den aus Frankreich stammenden Alexis Carrel, der zur Gewebe- und Organtransplantationen forschte. Zu diesem Themenfeld organisierte Pozzi 1913 zusammen mit Georges Clemenceau in Paris ein Symposium am Hôpital Broca, bei dem Carrel als Referent auftrat. Zuvor war Pozzi 1910 für zwei Monate nach Argentinien und Brasilien gereist, wo er eine Reihe von Krankenhäusern und psychiatrische Anstalten besuchte. Nach seiner Rückkehr nach Frankreich veröffentlichte er seine gesammelten Erkenntnisse der Südamerikareise.
Zu Beginn des Ersten Weltkrieges trat Pozzi trotz seines Alters – er war inzwischen 67 Jahre alt – in den Militärdienst ein. Er versorgte als Militärarzt Verwundete im Krankenhaus in der Rue Lhomond und im Hotel Astoria an der Avenue des Champs-Élysées, das als Lazarett genutzt wurde. Daneben war er weiter im Hôpital Broca tätig und behandelte bis zu seinem Tod 1918 Patienten in seiner Privatpraxis. Seine Leistungen als Mediziner wurden durch Aufnahme in die Ehrenlegion gewürdigt. So erhielt er 1886 die Ernennung zum Chevalier, 1894 zum Officier, 1904 zum Commandeur und schließlich 1914 zum Grand Officier.

### Heirat, Kinder, Geliebte und Freundeskreis
1879 heiratete Pozzi im Alter von 33 Jahren die aus Lyon stammende Thérèse Loth-Cazalis. Der Chirurg und Dichter Henri Cazalis war ihr Cousin. Die Familie Cazalis galt als wohlhabend. Samuel und Thérèse Pozzi bezogen im Sommer 1880 eine Wohnung an der teuren Pariser Place Vendôme. Darin befanden sich auch die Räume von Pozzis ärztlicher Privatpraxis. Aus der Ehe der Pozzis gingen drei Kinder hervor. Die Tochter Catherine (1883–1934) wurde später Schriftstellerin und heiratete den Dramatiker Édouard Bourdet. Der Sohn Jean (1884–1967) begann eine Laufbahn als Diplomat. Der jüngste Sohn, Jacques Pozzi (1896–1953), hatte eine labile Gesundheit und lebte viele Jahre in Heimen. 1899 zog die Familie in ein Haus in der vornehmen Avenue d’Iéna Nr. 49, in dem sich ebenfalls Praxisräume für Pozzis Privatpatienten befanden. Die Ehe der Pozzi galt als unglücklich. Nachdem bereits die beiden älteren Kinder das Haus verlassen hatten, zogen Thérèse Pozzi und der jüngste Sohn Jacques 1909 aus der gemeinsamen Wohnung aus und lebten danach in der Avenue Hoche. Samuel Pozzi wohnte fortan allein.
Zahlreiche außereheliche Liebesbeziehungen wurden Pozzi nachgesagt. Unter den in diesem Zusammenhang genannten Frauen befanden sich eine Reihe von bekannten Persönlichkeiten wie die Schriftstellerinnen Louise-Victorine Ackermann und Augustine Bulteau. Häufig genannt wird zudem die Witwe des Komponisten Georges Bizet, geborene Geneviève Halévy, die als Madame Straus einen Literarischen Salon führte. Ob diese Liebesbeziehungen tatsächlich bestanden, lässt sich jedoch nicht eindeutig belegen, da ein Teil von Pozzis Briefverkehr von seinen Erben vernichtet wurde. Weiterhin gehörte die Bankiersgattin Virginie Gautreau zu den möglichen Liebesbeziehungen Pozzis. Von ihr befand sich nachweislich ein Porträt des Malers John Singer Sargent in Pozzis Nachlass. In Zusammenhang mit Pozzis amourösen Beziehungen wird besonders oft der Name von Sarah Bernhardt erwähnt. Pozzi hatte die bekannte Schauspielerin durch ihren Kollegen Jean Mounet-Sully kennengelernt, der wie Pozzi aus Bergerac stammte. Im Kriegsjahr 1870 arbeiteten Pozzi und Bernhardt als Hilfskräfte in einem Lazarett im Pariser Théâtre de l’Odéon. Als ihr Arzt entfernte er 1898 eine große Zyste ihres Eierstocks. Die erhaltenen Briefe von Sarah Bernhardt an Pozzi lassen zwar einen liebenswürdigen Ton anklingen, eindeutige Rückschlüsse auf die Art der Beziehung sind hieraus hingegen kaum abzuleiten. Zum einen ist die eher schwülstige Sprache der Briefe für die Belle Époque zeittypisch und für einen Bühnenstar wie Sarah Bernhardt nicht unüblich, zum anderen kann hier auch lediglich eine freundschaftliche Verbindung ohne intime Nähe bestanden haben. Die einzige Frau, mit der Pozzi nachweislich eine außereheliche Liebesbeziehung hatte, war Emma Fischof. Sie war die Tochter des Kunsthändlers Charles Sedelmeyer und verheiratet mit dem Kunsthändler und Pferdezüchter Eugène Fischof. Die langjährige Beziehung zwischen Pozzi und Madame Fischof ist gut dokumentiert, nicht zuletzt durch die Tagebücher von Pozzis Tochter Catherine. Pozzi und Fischof verbanden vielfältige gemeinsame Interessen, insbesondere liebten beide klassische Musik und unternahmen, obwohl nicht miteinander verheiratet, zusammen ausgedehnte Reisen. So besuchten sie gemeinsam die Bayreuther Festspiele, wo sie die Aufführung der Meistersinger von Nürnberg und der gesamten Tetralogie des Ring des Nibelungen sahen, und besuchten eine Vorstellung von Mozarts Zauberflöte in München. Andere Reisen brachten Pozzi und Fischof nach Venedig, Wien, Budapest, Sarajevo, Korfu, Konstantinopel, Madrid, Barcelona und Mallorca.
Als angesehener Arzt verkehrte Pozzi mit zahlreichen prominenten Personen aus Adel, Politik und Kultur. Zu den namhaften Ärzten in seinem Bekanntenkreis gehörte der Epidemiologe Adrien Proust. Dessen Sohn, der Arzt Robert Proust, wurde Assistent von Pozzi im Hôpital Broca. Sein älterer Bruder, der Schriftsteller Marcel Proust, war wiederholt privat zu Gast bei den Pozzis. Marcel Proust verdankte dem Arzt zudem seine Befreiung vom Militärdienst 1914. Durch den Schriftsteller Charles Leconte de Lisle lernte Pozzi weitere Literaten kennen. So gehörten Alexandre Dumas der Jüngere, Edmond Rostand, Joseph Reinach, Jean Lorrain, Georges Clairin und Guy de Maupassant zu seinem Bekanntenkreis. Besonders freundschaftlich verbunden war Pozzi mit dem Schriftsteller Robert de Montesquiou und mit dem Komponisten Edmond de Polignac. Darüber hinaus verkehrte er im Salon von Léontine Lippmann und war durch de Montesquiou mit dessen Cousine Comtesse Greffulhe bekannt.

### Politiker
Seiner Heimat in Südwestfrankreich war Pozzi sein ganzes Leben verbunden. Neben seinem Wohnsitz in Paris besaß er ein Landgut in Saint-Aubin-de-Lanquais, einer kleinen Gemeinde mit wenigen hundert Einwohnern. Von 1900 bis 1904 bekleidete er dort das Amt des Bürgermeisters. Darüber hinaus gehörte er von 1894 bis 1911 dem Gemeinderat von Issigeac an. Auf nationaler Ebene vertrat Pozzi von 1898 bis 1903 das Département Dordogne im französischen Senat. Pozzi setzte sich dort insbesondere für Bildungsreformen ein. Zudem bezog er in der Dreyfus-Affäre eindeutig Stellung gegen den Antisemitismus und besuchte als Vertreter des Senats den Dreyfus-Prozess in Rennes.

### Kunst- und Münzsammlung
Der Sammler Pozzi trug über mehrere Jahrzehnte eine Vielzahl von unterschiedlichsten Objekten zusammen. Sein breitgefächertes Interessensgebiet reichte von archäologischen Fundstücken bis zu Werken der zeitgenössischen Kunst. Nach seinem Tod kam der Großteil der Sammlungen 1919 zur Versteigerung. Der enorme Umfang der Sammlung Pozzi erforderte die Aufteilung der Objekte auf mehrere Auktionstage. Am 14. Juni 1919 begann die Versteigerung mit Pozzis Sammlung von Drucken und Zeichnungen im Auktionshaus Hôtel Drouot. Unter den Drucken befanden sich Arbeiten von Paul César Helleu, Henri de Toulouse-Lautrec und ein besonders umfangreicher Bestand an Blättern von Félicien Rops. Die Zeichnungen stammten beispielsweise von Künstlern wie Hyacinthe Rigaud, Alexandre-Louis Leloir, Nicolas Mignard, Georges Clairin, Jean-Louis Forain und Constantin Guys.
Am 23. und 24. Juni 1919 standen in der Pariser Kunsthandlung von Georges Petit Kunst und Kunsthandwerk vom Mittelalter bis zur Neuzeit zum Verkauf. Hierzu zählten christliche Holzskulpturen und Kirchengewänder, Orientteppiche und europäische Tapisserien, Barockstühle und weiteres Mobiliar wie Schränke und Tische, Porzellane und Keramiken, Glasobjekte von René Lalique und Bronzefiguren von Emmanuel Frémiet und Jean-Léon Gérôme. In derselben Auktion wurden zudem die Gemälde aus Pozzis Besitz versteigert. Hierunter fanden sich einer Reihe von Werkstattarbeiten, darunter eine Giovanni Battista Tiepolo zugeschriebene Allegorie der Aurora (heute John and Mable Ringling Museum of Art, Sarasota). Zu den herausragenden Werken der Sammlung gehörte eine Ansicht der Kirche Santa Maria della Salute in Venedig von Bernardo Bellotto und eine Hafeneinfahrt von Francesco Guardi. Weiterhin gab es zeitgenössische Bilder wie ein Frauenporträt von Eugène Carrière, das Bildnis Ein Offizier von Étienne Prosper Berne-Bellecour und die Hundedarstellung Le fauteuil rouge von Antonie Vollon. Hinzu kamen mehrere Bilder des mit Pozzi befreundeten Malers John Singer Sargent. Hierzu gehörte das Aquarellbild Mauresque (Incensing the veil) und das Ölbildnis Madame Gautreau drinking a Toast (heute beide Isabella Stewart Gardner Museum, Boston). Auch Sargents Dr. Pozzi at Home, das den 35-jährigen Samuel Pozzi als lebensgroßes Porträt zeigt, gehörte zu den Auktionslosen. Es wurde jedoch von Pozzis Sohn Jean erworben und blieb somit für weitere Generationen in der Familie (heute Armand Hammer Museum of Art, Los Angeles).

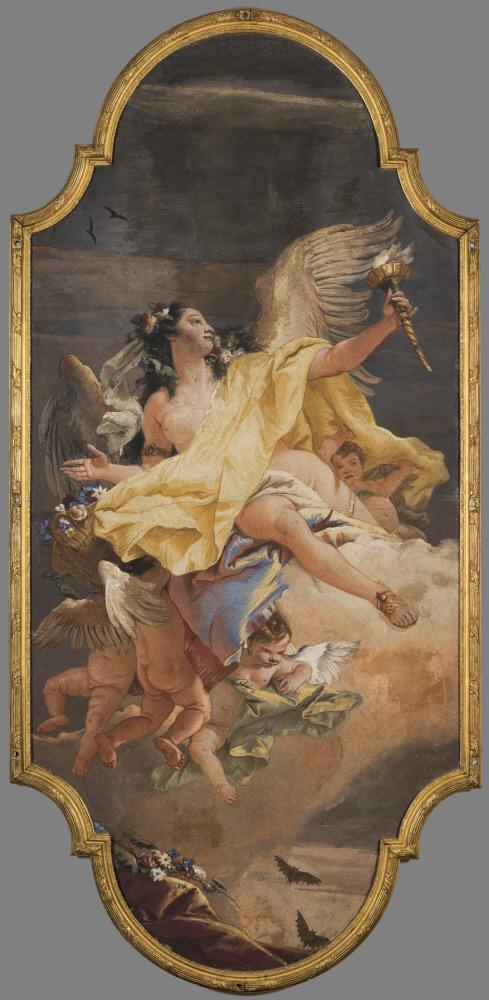
Werkstatt des Giovanni Battista Tiepolo: Allegorie der Aurora
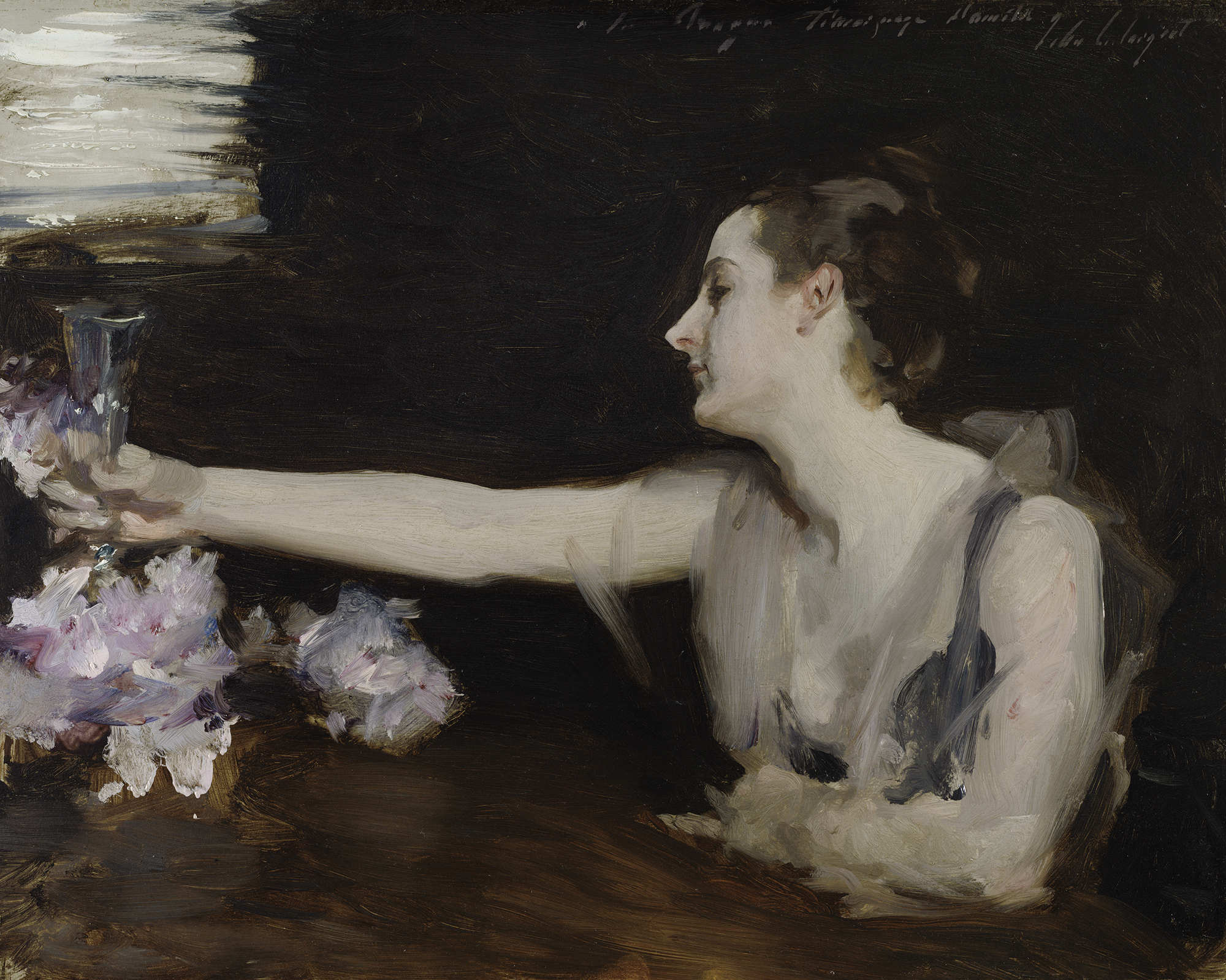
John Singer Sargent: Madame Gautreau Drinking a Toast
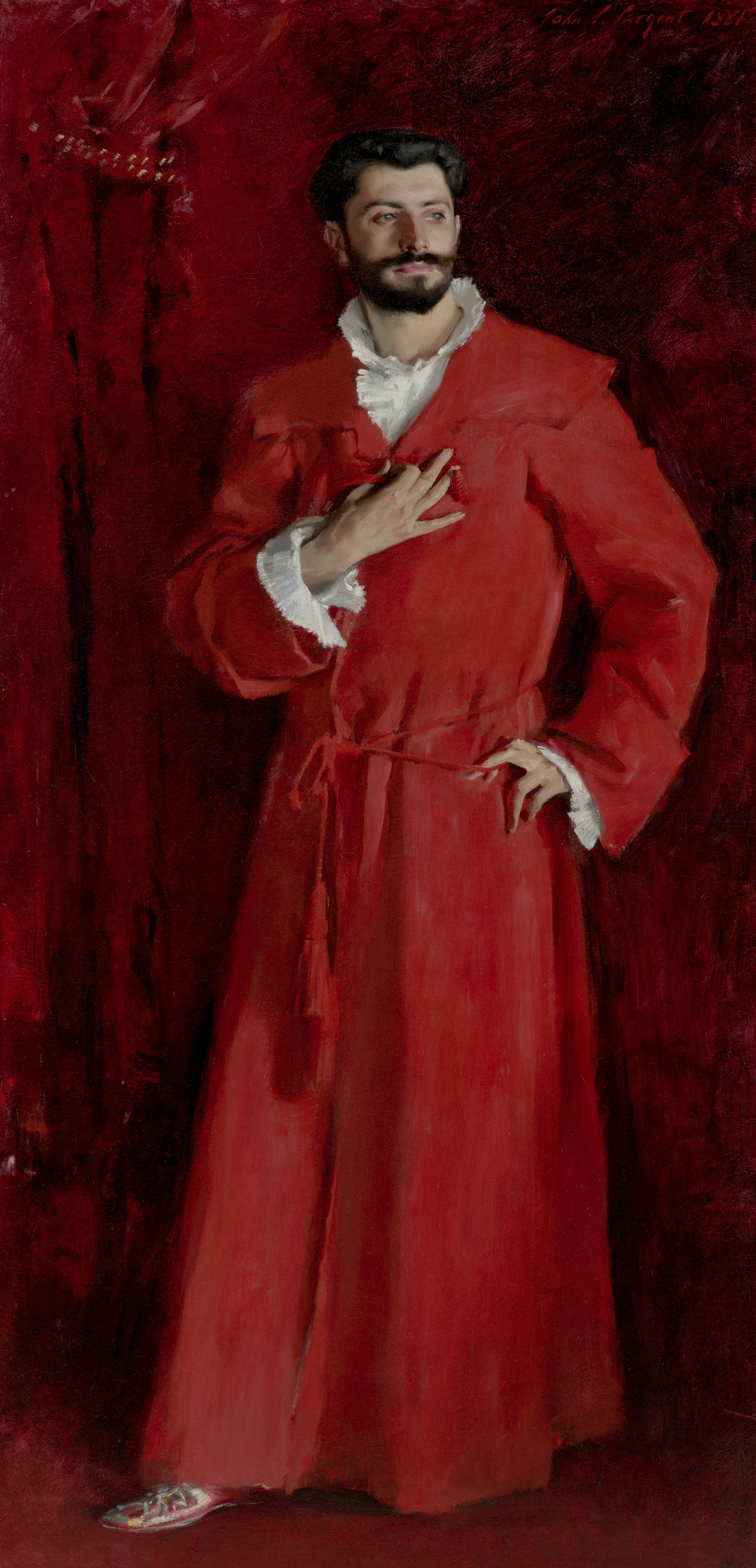
John Singer Sargent: Dr. Pozzi at Home

Vom 25. bis 27. Juni 1919 standen – ebenfalls bei Georges Petit – antike Kunstgegenstände aus der Sammlung Pozzi im Mittelpunkt. Hierzu gehörten altägyptische Objekte wie Wandreliefs und Statuen, griechische und römische Skulpturen aus Stein oder Marmor, antike Vasen und Gläser, Tanagra-Figuren, Bronzestatuetten, Silberschmiedearbeiten und Kameen. Den Abschluss der Versteigerungen bei Georges Petit bildeten italienische und französische Münzen von der Renaissance bis zur Neuzeit, die am 28. Juni 1919 unter den Hammer kamen. Der begeisterte Numismatiker Pozzi trug zudem eine umfangreiche Sammlung mit antiken Münzen aus dem gesamten Mittelmeerraum zusammen. Der hierzu 1920 posthum erstellte Bestandskatalog listet allein 3334 Losnummern auf, mit einem Schwerpunkt bei griechischen und römischen Münzen. Diese Sammlung ließen Pozzis Erben 1921 durch die Galerie Fischer im Luzerner Hotel National versteigern.

### Tod und Nachruhm
Am 13. Juni 1918 wurde Samuel Pozzi in seiner Privatpraxis in der Avenue d’Iéna von Maurice Machu angeschossen. Der Täter war ein Angestellter im Finanzamt von Boulogne-sur-Mer, den Pozzi zwei Jahre zuvor im Hôpital Broca wegen Varikozele behandelt hatte. Danach machte Machu Pozzi für seine Impotenz verantwortlich und rechtfertigte damit in Abschiedsbriefen seine spätere Tat. Nachdem Machu dreimal auf Pozzi geschossen hatte, tötete er sich selbst mit der Schusswaffe. Pozzi war nicht sofort tot, sondern durch Schüsse in den Arm, den Magen und in die Niere schwerverletzt. Er ließ durch seine Angestellte den Arzt Thierry de Martel kommen, der zuvor Schüler bei Pozzi war. De Martel brachte Pozzi zur Operation ins nahegelegene Krankenhaus im Hôtel Astoria. Pozzi lehnte für sich eine Vollnarkose ab, um bei Teilnarkose zunächst noch selbst Anweisungen für die Operation geben zu können. Bei der Operation waren zudem der befreundete Arzt Albert Robin und der Politiker Georges Clemenceau anwesend, der ebenfalls Mediziner war. Pozzi verstarb während der Operation, in deren Verlauf sich Komplikationen ergaben.
Die Trauerfeier fand am 18. Juni in der Église protestante unie de l’Étoile statt. Zuvor hatten mehrere Tausend Personen an einem Trauerzug vom Krankenhaus zur Kirche teilgenommen, darunter Vertreter der Politik, des Militärs, der Universitäten und Krankenhäuser sowie unterschiedlichste Personen der Pariser Gesellschaft, etwa aus dem Adel und aus Künstlerkreisen. Später wurde Pozzis Leichnam in seinen Heimatort überführt. Sein Grab befindet sich auf dem Cimetière du Pont Saint Jean in Bergerac.
Pozzi hat dem Krankenhaus in Bergerac eine bedeutende Geldsumme hinterlassen, das seit 1920 nach ihm benannt ist und inzwischen den Namen Centre Hospitalier Samuel Pozzi de Bergerac trägt. Darüber hinaus ist die Rue du Professeur Pozzi in Bergerac nach ihm benannt. Eine namensgleiche Straße gibt es zudem in Périgueux. Weiterhin ist nach ihm die Pozzi-Zange benannt, eine gynäkologische Hakenzange.
Das lebensgroße Porträt Dr. Pozzi at Home von John Singer Sargent gehört seit 1990 zu den Höhepunkten der Gemäldesammlung des Armand Hammer Museum of Art in Los Angeles. Der Schriftsteller Julian Barnes, der das Bild 2015 in einer Ausstellung in London sah, ließ sich durch das Porträt zu seinem Essay The Man in the Red Coat inspirieren. Hierin beschreibt er nicht nur den Lebenslauf von Samuel Pozzi, sondern zeigt wie sich die Medizingeschichte und das gesellschaftliche Leben in Paris im ausgehenden 19. und beginnenden 20. Jahrhundert entwickelten.

## Veröffentlichungen
- Étude sur les Fistules de l’Espace Pelvi-rectales Supérieures. G. Masson, Libraire de l’Academie de Medecine, Paris 1873.
- L’expression des émotions chez l’homme et les animaux. Übersetzung der Abhandlung Der Ausdruck der Gemütsbewegungen bei dem Menschen und den Tieren von Charles Darwin aus dem Englischen von Samuel Pozzi. C. Reinwald, Paris 1874.
- Paul Broca: biographie – bibliographie. G. Masson, Paris 1880.
- Traité de gynécologie clinique et opératoire. G. Masson, Paris 1890.
- Notes d’un voyage chirurgical en Argentine et au Brésil. Protat frères, Mâcon 1912.